# Cacostegania
Cacostegania là một chi bướm đêm thuộc họ Geometridae.